# Muyudian (köpinghuvudort i Kina, Shandong Sheng, lat 37,03, long 120,75)
Muyudian (kinesiska: 沐浴店, 沐浴店镇) är en köpinghuvudort i Kina. Den ligger i provinsen Shandong, i den östra delen av landet, omkring 340 kilometer öster om provinshuvudstaden Jinan. Antalet invånare är 63 130. Befolkningen består av 30 876 kvinnor och 32 254 män. Barn under 15 år utgör 11,0 %, vuxna 15-64 år 75 %, och äldre över 65 år 13,0 %.
Runt Muyudian är det tätbefolkat, med 530 invånare per kvadratkilometer. Närmaste större samhälle är Laiyang, 7,0 km sydväst om Muyudian. Trakten runt Muyudian består till största delen av jordbruksmark.
Genomsnittlig årsnederbörd är 784 millimeter. Den regnigaste månaden är juli, med i genomsnitt 259 mm nederbörd, och den torraste är januari, med 12 mm nederbörd.